# Myolepta bimaculata
Myolepta bimaculata är en tvåvingeart som beskrevs av Chu och He 1992. Myolepta bimaculata ingår i släktet parkblomflugor, och familjen blomflugor. Inga underarter finns listade i Catalogue of Life.